# 人穴

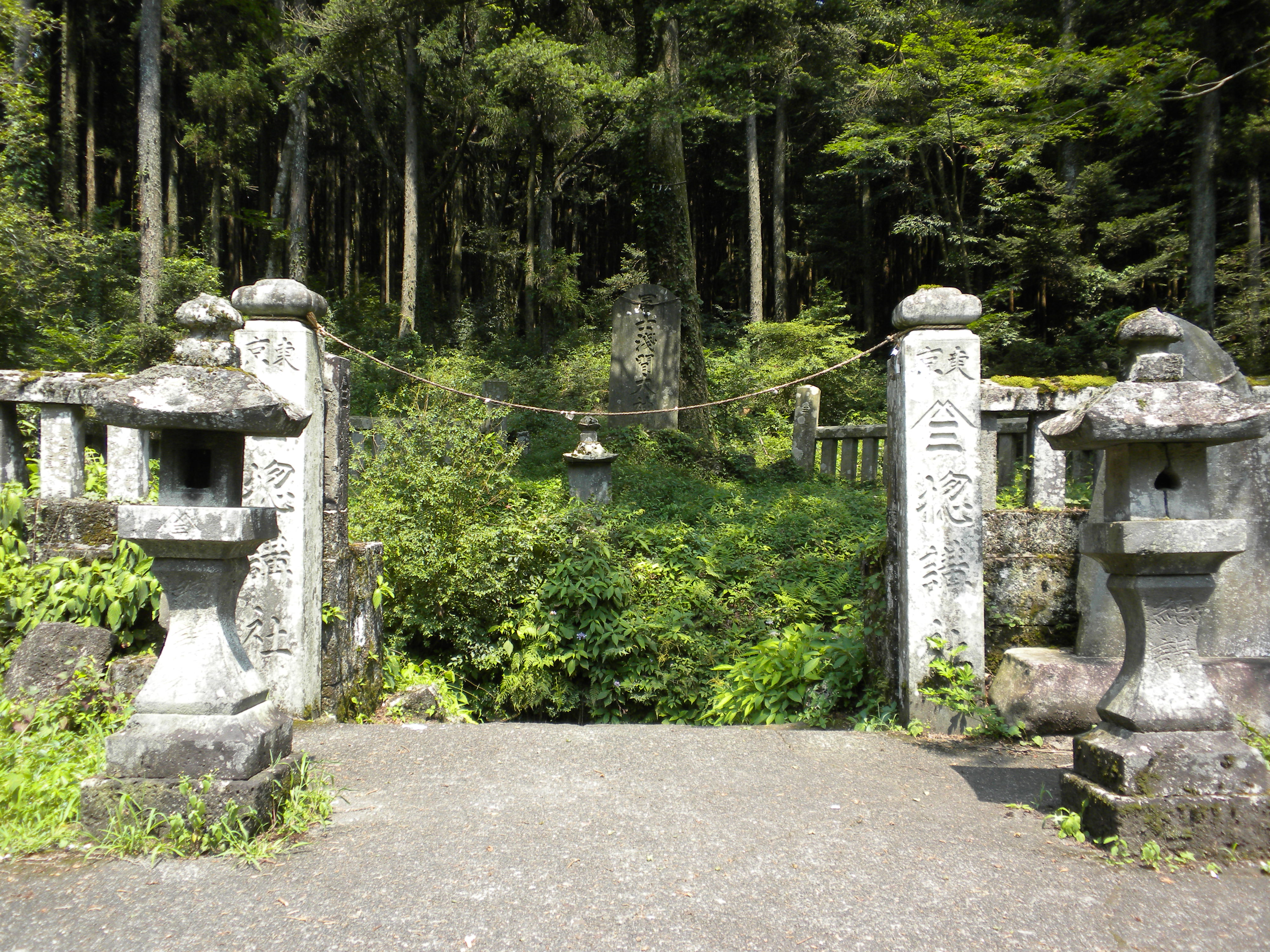
人穴

人穴（ひとあな）は静岡県富士宮市にある、富士山の噴火でできた溶岩洞穴である。またこの洞穴を含む静岡県富士宮市の大字（人穴地区）も指す。

## 概要
人穴は富士山の中心から西に約12kmの位置にあり、富士山の一部である犬涼山の端に存在する。主洞は高さ1.5m、幅3m、奥行き約90m。人穴と呼ばれる由来は、溶岩が作った洞穴の壁に肋骨や乳房のような岩の突起があるためである。
最奥からさらに細い穴が伸びており、神奈川県の江ノ島に通じるとの伝説もある。江戸時代には富士信仰の修行の場ともなっていた聖地で、富士講の開祖である角行は、永禄元年(1558年)は人穴を浄土と呼び、内部で修行をしたと伝わる。また富士講信者は、富士参詣(登山)を済ませると、聖地である人穴へ参詣にやって来て、宿泊したとされる。現在も洞内には、その時代に作られたとされる石仏が安置されている。
なお、富士山の中心から東に約12kmの位置には東口本宮冨士浅間神社があり、富士山から見て人穴と同神社は緯度が同じであると同時に距離も等しく、それぞれが富士山を挟んで正反対の位置にあることになる。
人穴付近には「冨士浅間大神」と記載された碑があるほか、少し離れた森の中には大日堂がある。また、人穴内部にも浅間大神の碑がある。

## 富士宮市人穴地区
近世には、人穴村や人穴宿と呼ばれた。甲斐国（現在の山梨県）に通じる甲州街道と郡内道（人穴道）が通っており、上井出宿と本栖宿の間にある「間宿」の役割も持っていた。江戸幕府の直轄地（天領）であった。
現代においては、オウム真理教が1988年に土地を購入して富士山総本部を構えた。地下鉄サリン事件（1995年）を受けた住民の抗議で1996年に引き払われ、跡地には2006年、日本盲導犬協会の訓練施設「盲導犬の里 富士ハーネス」が開設された。

## 歴史

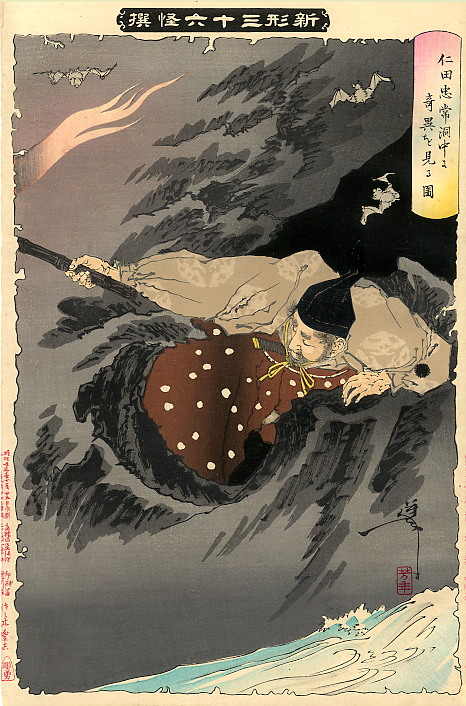
人穴を探索する仁田忠常（月岡芳年画、明治時代）

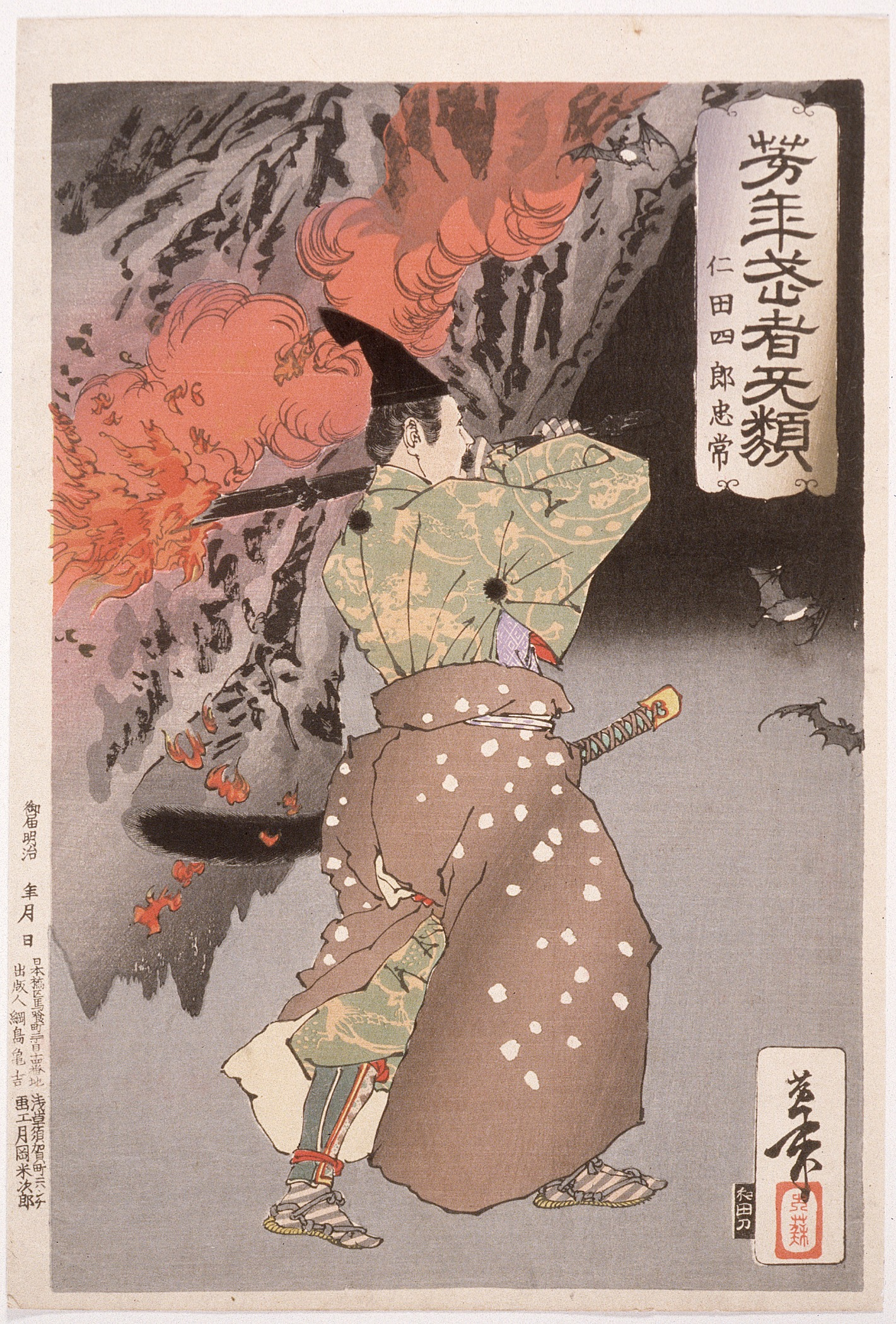
仁田四郎忠常 月岡芳年画

鎌倉時代の代表的歴史書である『吾妻鏡』は、人穴について「将軍家渡御于駿河国富士狩倉。彼山麓又有大谷〔号之人穴〕為令究見其所。被入新田四郎忠常主従六人。」
と記している。
鎌倉幕府第二代将軍源頼家は建仁3年(1203年)6月、富士の狩倉で巻狩を催し、人穴を新田忠常（仁田忠常）に調査させている。その後、忠常が洞内で災難にあった内容が綴られ、最後に「是浅間大菩薩御在所」とあり、人穴は「浅間大菩薩の御在所である」と記されている。
『吾妻鏡』に影響を受けた御伽草子『富士人穴草子』には「富士のせんげんとはわが事なり」とある。これら流布されていた信仰的要素から、角行が修行したと言われている。

## アクセス
- 東名高速道路富士IC→西富士道路→国道139号→静岡県道・山梨県道71号富士宮鳴沢線
- 中央自動車道河口湖IC→国道139号→静岡県道・山梨県道71号富士宮鳴沢線